# 閉塞作戦
閉塞作戦（へいそくさくせん）とは、港湾の入り口に大型船舶を沈没させて港内の船舶を内部に閉じ込める海上封鎖の一種である。主に軍港に対して実施された。

## 歴史
19世紀の終わり頃に起こった産業革命により、船舶の建造技術は飛躍的に向上した。それに伴い、戦艦には大口径の大砲が搭載されるようになり、その攻撃力は日進月歩の勢いで向上していった。戦艦に対抗するには戦艦しかないという認識は古くから各国の海軍にあったが、国家の象徴とも言える戦艦を撃沈されることは国家の威信が破壊されることも意味したため、決戦戦力として温存される傾向が徐々に強くなっていった。しかし、敵国の戦艦を放置することも出来なかったことから、港内に戦艦を閉じ込めて無力化させる手段として閉塞作戦が考案される。
史上初の閉塞作戦は1898年の米西戦争においてアメリカ海軍がスペイン海軍に対して実行したものであり、キューバのサンチャゴ港の港口に給炭船メリマック号を自沈させた。しかし、沈船の向きが悪く閉塞が不十分であったためスペイン艦隊は脱出を図り、サンチャゴ・デ・キューバ海戦となった。
1904年に勃発した日露戦争では、日本海軍が旅順のロシア海軍太平洋艦隊を港内に閉じ込める「旅順港閉塞作戦」を実行し、3度に渡って行われた作戦で合計21隻の船舶が閉塞作戦に投入されたが、閉塞は不十分であり艦隊の出港は可能であった。
第一次世界大戦では、イギリス海軍がドイツ海軍のUボート基地が置かれていたゼーブルッヘとオステンドの港を無力化させるために同地を襲撃した。（ゼーブルッヘ襲撃）
2014年3月9日、ロシアの黒海艦隊がドヌズラフ湾でカーラ型巡洋艦「オチャーコフ」を自沈させる閉塞作戦を実施、南部海軍基地のウクライナ海軍の艦船6隻を封じ込めた（2014年クリミア危機）。

## 欠点
港湾施設の出入り口は大型船舶でも楽に航行できるように広く作られるのが一般的であり、そこを船舶のみで閉塞させるのはかなり困難である。また、軍港には防護用の砲台が設置されているのが通例であり、その攻撃を凌ぐことは不可能に近かった。
サンチャゴ港の閉塞作戦では、閉塞船は予定通りの場所で自沈したもののアメリカ海軍が意図したように港口を完全に塞ぐことはできず、作戦は失敗に終わっている。
旅順港閉塞作戦では、21隻もの閉塞船が投入されたにもかかわらず、沿岸砲台の激しい攻撃で大半の船舶が撃沈され、または撤退を余儀なくされており、まともに港口を塞ぐことができた閉塞船は1隻も無かった。ただし当時の写真を見ると、70メートルしかない港口付近に沈んだ船舶が障害物になったことにより艦隊の出港に支障を与えることはできている。実際にロシア側も閉塞作戦により狭くなった港口から艦隊が出港するには3時間かかると推定していた。
ゼーブルッヘ襲撃でも閉塞船は予定通りの場所で自沈せず、しかもドイツ軍は僅か数日で港の機能を復旧させてしまい、作戦は失敗した。
このように大型船舶を用いた閉塞作戦は、そのリスクの大きさの割には得られる戦果がほとんど無かったため、第二次世界大戦以降は機雷敷設が海上封鎖の主流となる。

## その後
閉塞作戦が悉く失敗に終わったことから、軍港の戦艦を無力化するには陸上から攻撃するしかないという認識が各国の軍隊の間で通例となり、日露戦争では日本軍が死力を尽くして旅順要塞を攻略して旅順のロシア太平洋艦隊を殲滅した（旅順攻囲戦）。
第一次世界大戦でもこの認識は変わらなかったが、港内の戦艦を攻撃するために陸上の軍事施設が攻撃されたことは一度もなかった。
海上からの攻撃による軍港内の戦艦の撃破は、第二次世界大戦における航空機の発達と航空母艦の登場まで待たなければならなかった。